# Trachipterus trachypterus

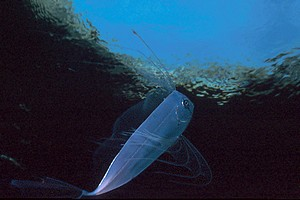

Il pesce nastro (Trachipterus trachypterus  Gmelin, 1789) è un pesce d'acqua salata appartenente alla famiglia Trachipteridae.

## Distribuzione e habitat
Il pesce nastro è diffuso nell'Atlantico orientale e nel Mediterraneo occidentale. È una specie batipelagica: abita le acque comprese tra i -100 e i -600 metri di profondità.

## Descrizione
Presenta un corpo allungato, molto compresso ai fianchi, con muso schiacciato, fronte alta e lunga pinna dorsale, della quale i primi raggi sono più sviluppati. Le pinne pettorali sono piccole, così come le ventrali, alte e lunghe. La pinna anale è al vertice della coda, dove spunta anche una strana pinna caudale, rivolta verso l'alto. La livrea è semplice, con un fondo grigio con riflessi argentei, pinne rosate. La pinna caudale, semitrasparente, è molto simile ad un ventaglio e normalmente mantenuta eretta. Le pinne ventrali hanno 5 raggi. Raggiunge una lunghezza massima di 3 metri.
Pare che i giovanili di questa specie riescano a imitare le meduse (mimetismo batesiano) al fine di scoraggiare i predatori ad attaccarli.

## Alimentazione
Si nutre principalmente di cefalopodi ed altri pesci.

## Esemplare fossile

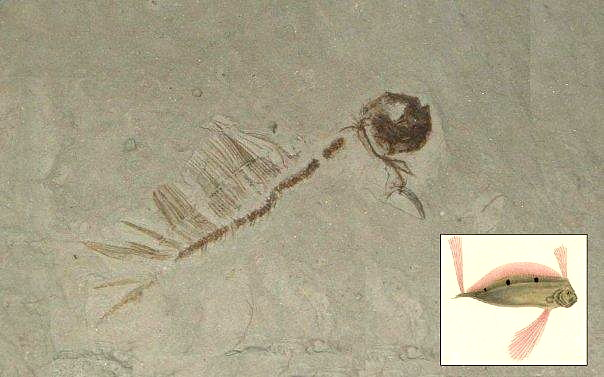
L'esemplare fossile rinvenuto in Toscana

Un esemplare fossile di questa specie è stato rinvenuto a Badia a Settimo (Firenze) nel 2001, in sedimenti   argillosi, insieme a molti altri esemplari di ambiente batipelagico. Risale al Pliocene (circa 4 milioni di anni fa) ed è ora conservato nel Museo geopaleontologico GAMPS.